# Ischiopsopha dechambrei
Ischiopsopha dechambrei är en skalbaggsart som beskrevs av Allard 1995. Ischiopsopha dechambrei ingår i släktet Ischiopsopha och familjen Cetoniidae. Inga underarter finns listade i Catalogue of Life.